# Ganascus ptinoides
Ganascus ptinoides là một loài bọ cánh cứng trong họ Aderidae. Loài này được Schwarz miêu tả khoa học năm 1878.